# Futbol als Jocs Olímpics d'estiu de 1904
Als Jocs Olímpics de 1904 el futbol fou un dels esports disputats.

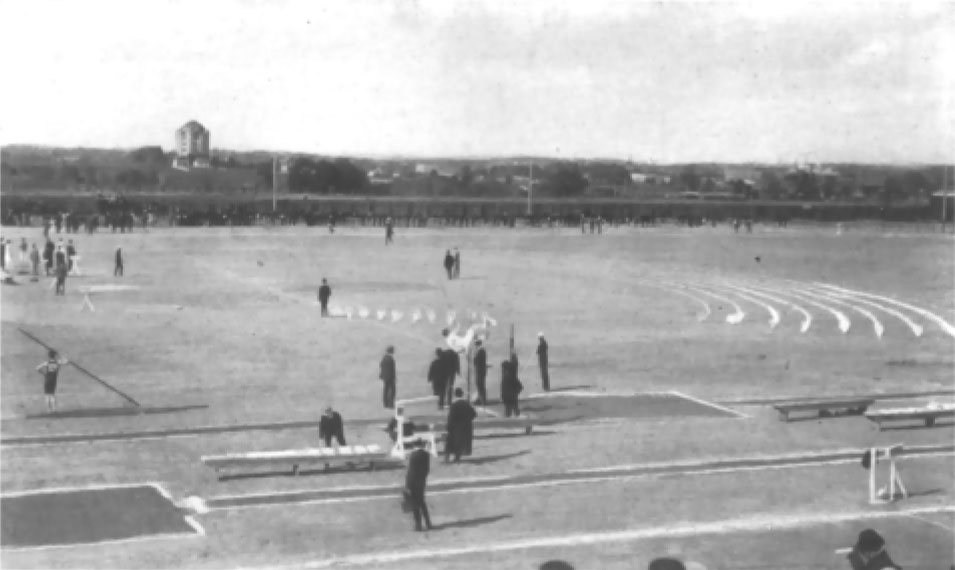
Francis Olympic Field seu dels partits.

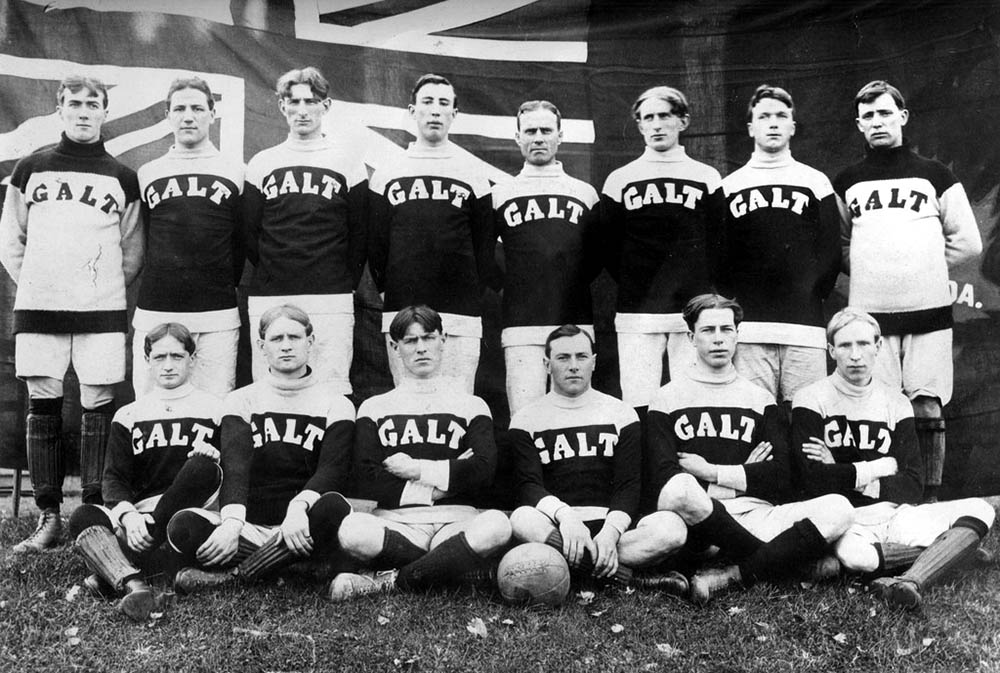
Equip canadenc Galt F.C. guanyador de la medalla d'or.

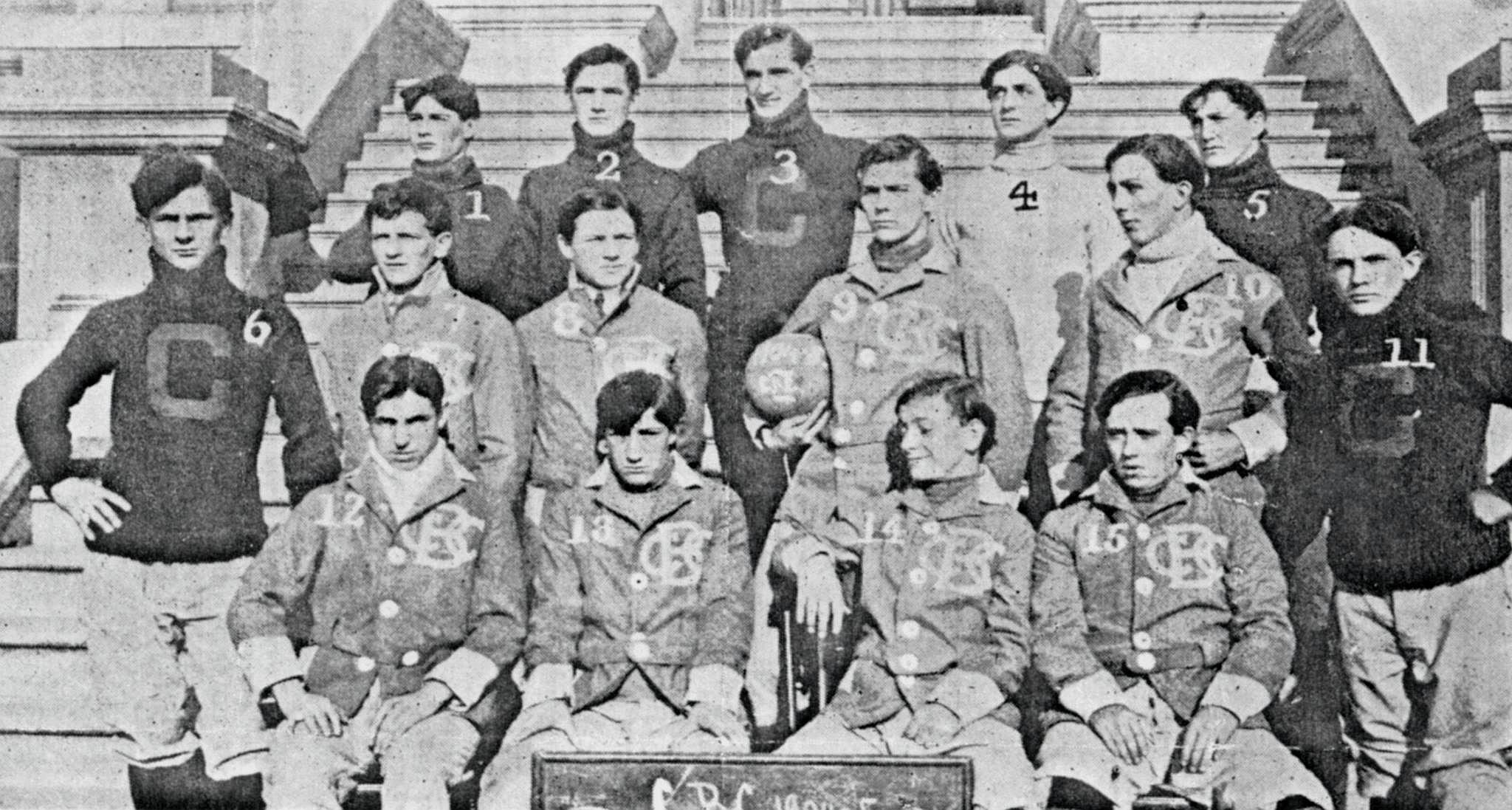
Equip de St. Louis Christian Brothers College que guanyà la medalla d'argent.

Només participaren tres equips. En aquell moment no es lliurà cap medalla, però el COI posteriorment atorgà medalles d'or, argent, i bronze establint l'estatus de la prova com oficial. Els Jocs es disputaren dins de l'Exposició Universal de St Louis, i el futbol fou el darrer esport en disputar-se, al mes de novembre.

## Resum de medalles
| Prova          | Or               | Argent                                  | Bronze                       |
| Futbol masculí | Canadà Galt F.C. | Estats Units Christian Brothers College | Estats Units St. Rose Parish |

## Resultats
Font:
| Posició | Equip                      | Nació        | Record    | Record   | Record      | Gols    | Gols      |
| Posició | Equip                      | Nació        | Victòries | Derrotes | Percentatge | A favor | En contra |
| ------- | -------------------------- | ------------ | --------- | -------- | ----------- | ------- | --------- |
| Or      | Galt F.C.                  | Canadà       | 2         | 0        | 1.000       | 11      | 0         |
| Plata   | Christian Brothers College | Estats Units | 1         | 1        | .500        | 2       | 7         |
| Bronze  | St. Rose Parish            | Estats Units | 0         | 2        | .000        | 0       | 6         |

| 16 de novembre                                                           | 16 de novembre | 16 de novembre             | 16 de novembre | 16 de novembre | 16 de novembre |
| ------------------------------------------------------------------------ | -------------- | -------------------------- | -------------- | -------------- | -------------- |
| Galt Football Club                                                       | 7–0            | Christian Brothers College |                |                |                |
| Gordon McDonald 2' · Alexander Hall 3' · Frederick Steep · Thomas Taylor |                |                            |                |                |                |
| 17 de novembre                                                           |                |                            |                |                |                |
| Galt Football Club                                                       | 4–0            | St. Rose Parish            |                |                |                |
| Thomas Taylor 2' · Albert Hendersen · William Twaits                     |                |                            |                |                |                |
| 20 de novembre                                                           |                |                            |                |                |                |
| St. Rose Parish                                                          | 0–0            | Christian Brothers College |                |                |                |
| 21 de novembre                                                           |                |                            |                |                |                |
| St. Rose Parish                                                          | 0–0            | Christian Brothers College |                |                |                |
| 23 de novembre                                                           |                |                            |                |                |                |
| St. Rose Parish                                                          | 0–2            | Christian Brothers College |                |                |                |
|                                                                          |                | (golejadors desconeguts)   |                |                |                |

## Medaller
| Posició | País         | Or | Argent | Bronze | Total |
| 1       | Canadà       | 1  | 0      | 0      | 1     |
| 2       | Estats Units | 0  | 1      | 1      | 2     |

## Plantilles
| - Otto Christman - George Ducker - John Fraser - John Gourlay (capità) - Alexander Hall - Albert Henderson - Albert Johnson - Robert Lane - Ernest Linton (porter) - Gordon McDonald - Frederick Steep - Tom Taylor - William Twaits | - Charles Bartliff - Warren Brittingham - Oscar Brockmeyer - Alexander Cudmore - Charles January - John January - Thomas January - Raymond Lawler - Joseph Lydon - Louis Menges (porter) - Peter Ratican | - Joseph Brady - George Cooke - Thomas Cooke - Cormic Cosgrove - Edward Dierkes - Martin Dooling - Frank Frost (porter) - Claude Jameson - Henry Jameson - Johnson - Leo O'Connell - Harry Tate |